# Agni (ort i Indien)
Agni är en ort i Indien.   Den ligger i distriktet Yadgir och delstaten Karnataka, i den södra delen av landet, 1 300 km söder om huvudstaden New Delhi. Agni ligger 476 meter över havet och antalet invånare är 2 233.
Terrängen runt Agni är platt. Runt Agni är det ganska tätbefolkat, med 207 invånare per kvadratkilometer. Närmaste större samhälle är Kembhāvi, 11,6 km nordost om Agni. Trakten runt Agni består till största delen av jordbruksmark.